# رحلات عبر المغرب (كتاب)
رحلات عبر المغرب هو كتاب من تأليف الرحالة الإسباني دومينغو باديا المعروف باسم علي باي العباسي، الكتاب ترجمه للعربية الباحث الأديب الدكتور أحمد مزوار الإدريسي.
كان علي باي على اطلاع واسع في علم النباتات والأركيولوجيا والفلك والعمران والجغرافيا والمناخ، إلى جانب اهتمامه بالموسيقى والرسم والتاريخ والسياسة والمجتمع والترجمة. وكل هذه الاهتمامات تنعكس جلية في رحلته عبر المغرب، إذ يسجل كل ما يصل إلى سمعه وما يقع عليه بصره وما يدركه من خلال تجربته الشخصية في كتابه.
يقول د. محمد المسعودي بصحيفة «القدس العربي»: إن من يتأمل الرحلة يلفي النظرة الاستعمارية المتمركزة على الذات الأوروبية- باعتبارها مصدرا للمعرفة والحضارة- حاضرة بكثافة. إن تصوير تضخم ذات الرحالة وتركيزها الشديد على أفعالها وحظوتها الاجتماعية وتقربها من ذوي النفوذ ومن السلطان تجسد مدى الرؤية النرجسية للمغامر والمثقف الأوروبي الذي مهد السبيل لجحافل الاستعمار بكتاباته ومونوغرافاته وملاحظاته التي كانت تتوخى الدقة والموضوعية لتكشف واقع البلاد التي ينوي السياسي احتلالها، وهذا البعد بؤرة رحلة علي باي عبر المغرب.
وقد كشفت نهاية الرحلة وطريقة خروج علي باي من المغرب عن مفارقة تفضح حاله وتعبر عن مآله لدى المجتمع الذي قربه ورفعه، ثم لما انكشفت له حقيقة أمره قلب له ظهر المجن. إن الصورة التي تنتهي بها الرحلة في المغرب وكيفية الخروج منه تبين عن ذكاء حاد لدى المغاربة وإدراك لخطورة مثل هذه الشخصيات الغريبة المغامرة. يقول علي باي مصورا لحظة رحيله من المغرب من ميناء العرائش في مركب يتجه إلى طرابلس/ ليبيا:
«...وبما أن الزورق وصل ولم يصل الباشا، فقد استعددت للركوب، وفي تلك اللحظة وصلت مفرزتا جنود، ودخلت مفرزة جنود أخرى من الزقاق. هكذا استولت المفرزتان الأوليان على كل ناسي، والمفرزة الأخرى طوقتني وأمرتني بالركوب وحدي، وبالذهاب فورا. سألت عن سبب هذا الإجراء الغريب، فردوا علي: إنه أمر السلطان. سألت عن الباشا، فقالوا لي بعجرفة: اركب من فضلك. حينئذ بدت لي واضحة سوء نية السلطان والباشا اللذين أمرا حتى اللحظة الأخيرة أن تقام لي المراسيم الكبرى من قبل فيالق الجيش والشعب، بينما كانا يفكران في الضربة التي يفترض أن تجرحني وتصيبني في الصميم (...) وقد وصلت شبه فاقد للوعي إلى المركب الذي كان راسيا على مسافة قصيرة خارج الحاجز. وبمجرد صعودي إليه، تم اقتيادي إلى القمرة ووضعي على السرير. لقد غادرت سلطنة المغرب بمثل هذه الصيغة».